# 伊藤美恵
伊藤 美恵（いとう みえ、1944年7月1日 - ）は、日本のファッション業界における広報従事者。

## 人物
東京都目黒区大岡山の裕福な家庭の5人兄弟の長女として生まれ、運転手付きで小学校に通い、子供の時から洋服は全て仕立て屋でオーダーメードという恵まれた環境で育つ。山脇服飾美術学院（現・山脇美術専門学校）を卒業後、「ユキコハナイ」のブティックに4年間勤務する。
味の素の容器のドラム缶を扱う商事会社の社長だった父親の失職を機に、1970年に兄弟たちと青山にブティック「BUZZ SHOP」を立ち上げ、経営者兼デザイナーとしてキャリアをスタートさせる。父親を社長に一時はフランチャイズも含め16店舗を展開していたが、取引先の連鎖倒産に巻き込まれて4億の負債を抱え、36歳でデザイナーを辞め、その後パリで広報のプロフェッショナルである職業「アタッシェ・ドゥ・プレス（Attachés de presse）」に出会い、40歳で転身。
1985年にPRコンサルタント会社である株式会社ワグ（WAG）を設立、代表を務める一方、2003年にアタッシェ・ドゥ・プレスの養成学校エファップ・ジャポンを開設、学長を務める。2004年に毎日新聞社主催「第22回毎日ファッション大賞」鯨岡阿美子賞を受賞、2008年に学校法人山脇服飾美術学院理事に就任。2009年にはフランス文化の伝搬に貢献したとしてフランス芸術文化勲章「シュヴァリエ」を受章、2011年に『プロフェッショナル 仕事の流儀』（NHK総合）に出演。
音楽プロデューサーでワグの副社長も務める高橋信之と、ミュージシャンの高橋幸宏は実弟。ファッションブランド「soe（ソーイ）」のデザイナーである伊藤壮一郎は息子。

## 略歴
- 1966年：株式会社「花井」入社。花井幸子のアシスタントとして、デザイン及びブティック経営を学ぶ。
- 1970年：株式会社「バズショップ」設立。青山にブティック“バズショップ”をオープン。直営・フランチャイズ16店舗を運営し、卸売業開始。
- 1981年：株式会社「バズショップ」を解散し、有限会社「デザイン・オフィス・ミエ」設立。株式会社三陽商会他にてアパレル分野でのデザイン及びプロデュース活動を行う。
- 1985年：有限会社デザイン・オフィス・ミエを改称し、株式会社「ワグ」設立
- 1988年：株式会社「エラ」設立。鉄道企業「ワゴン・リ」の紋章をブランドマークとしてファッションランド設立のプロジェクトを始動。
- 1989年：株式会社エラ仏国支店設立。「コレクション ワゴン・リ」のトータルコレクションに取り掛かりながら、ブランドプロデュース、企画、プロダクションコーディネート、及び（株）ダーバン、（株）ヨウジ　ヤマモト“A・A・R”発足コーディネート、アタッシェ・ドゥ・プレス業務をスタート。
  - その後、JOSEPH,　MARNI,　BALLY,　MAX&Co.,　soe,　VIVIENNE WESTWOOD,　MARC JACOBS,　PAUL&JOE,　FOREVER 21その他、数多くの国内外ブランドのアタッシェ・ドゥ・プレス業務を手掛け、現在に至る。
- 2000年1月、自らアタッシェ・ドゥ・プレスとして活動していく中で、日本におけるアタッシェ・ドゥ・プレス養成の必要性を痛感、教育機関設立に向けて調査開始。
  - 同年7月、 欧米において40年の歴史を誇るアタッシェ・ドゥ・プレス養成の名門校、EFAPグループの創立者、ドゥニ・ユイスマンに協力を依頼。12月、アジア圏初の姉妹校として、EFAPグループと正式契約を締結。
- 2001年4月、ミエ・エファップ・ジャポンの前身となるMIE塾がスタート。伊藤美恵の私塾というかたちをとりながらも、第一線で活躍する講師陣による実践的な講義が、大きな反響を呼ぶ。以降2002年秋期まで、MIE塾を4期にわたり実施。卒業生は300名に及ぶ。
- 2002年10月、フランス大使館公邸にて、ミエ・エファップ・ジャポン設立に関する記者会見を行う。
- 2003年4月、「ミエ・エファップ・ジャポン」を開校。現役アタッシェ・ドゥ・プレスとして活躍すると共に、 エファップ・ジャポン学長として人材の育成に努める。
- 2004年1月、様々な企業の依頼によりコンサルタント業務をスタート。同年9月、長きにわたるファッション文化の向上と後進の育成への貢献に対し、毎日新聞社主催「第22回毎日ファッション大賞」鯨岡阿美子賞を受賞する。
- 2005年3月、ミエ・エファップ・ジャポンの第1期生を送り出す。同年5月、「エファップ・ジャポン」と改名、コミュニケーションのプロ育成校として意義を拡大。
- 2007年2月、日経BP社から、著書「情熱がなければ伝わらない！アタッシェ・ドゥ・プレスという仕事」を刊行する。
- 2008年11月、学校法人「山脇服飾美術学院」の理事に就任
- 2009年3月、フランス共和国文化・コミュニケーション省から、芸術文化勲章シュヴァリエを受勲。

## 出演
- プロフェッショナル 仕事の流儀（NHK. 2011年2月28日）